# Villa Ángela
Villa Ángela är en kommunhuvudort i Argentina.   Den ligger i provinsen Chaco, i den norra delen av landet, 800 km norr om huvudstaden Buenos Aires. Villa Ángela ligger 79 meter över havet och antalet invånare är 43 511.
Terrängen runt Villa Ángela är mycket platt. Villa Ángela är det största samhället i trakten.
Omgivningarna runt Villa Ángela är huvudsakligen savann. Runt Villa Ángela är det glesbefolkat, med 15 invånare per kvadratkilometer.